# Культура України (збірник)
Культура України (збірник) — рецензоване наукове фахове видання з вільним доступом, що засноване та видається Харківською державною академією культури з 1993 року. Збірник затверджено наказом Міністерства освіти і науки України №886 від 02.07.2020 року як фахове видання з культурології та мистецтвознавства (категорія «Б»). З 1993 по 2023 роки вийшли друком 82 випуски збірника. Виходить 4 рази на рік.

## Історія
Перший випуск під редакцією А. Ф. Воловика та В. М. Шейка містив 16 статей, присвячених проблемам розвитку української культури, ролі мистецтва і науки в духовному відродженні. Згодом його структуру було деталізовано, збільшувалося коло дописувачів, змінювалися відповідальні редактори: випуски 1 — А. Ф. Воловик, В. М. Шейко; 2–4 — М. В. Дяченко, В. М. Шейко; 5–9 — О. Г. Стахевич; 10-19 — М. В. Дяченко; з 20 — і дотепер В. М. Шейко.
У 1999 році вперше створено редакційну колегію наукового збірника в складі: О. Г. Стахевич, доктор мистецтвознавства (відп. редактор), І. В. Зборовець, доктор мистецтвознавства, В. М. Богуславський, доктор мистецтвознавства, В. І. Рожок, доктор мистецтвознавства, А. В. Шило, доктор мистецтвознавства, М. В. Дяченко, доктор філософських наук, В. В. Кравченко, доктор історичних наук, В. М. Шейко, доктор історичних наук. Упродовж свого функціонування редакційна колегія збірника розширювалася докторами наук не лише ХДАК, України, а й інших країн світу.
9 лютого 2000 року збірник затверджений ВАК України як наукове фахове видання з мистецтвознавства; 16 вересня 2004 року — з філософських наук, 9 квітня 2008 року — з культурології. Збірник містить рубрики: Філософія культури, науки та освіти; Теорія та історія культури; Театральне мистецтво; Кіно–, телемистецтво; Музичне мистецтво; Хореографія; Фольклористика; Музеєзнавство; Образотворче мистецтво та інші.
З 2015 року «Культура України» виходить друком двома серіями: культурологія та мистецтвознавство. Перша — розділи «Теорія та історія культури», «Українська культура»; друга — «Музичне мистецтво», «Театральне, кіно-, телемистецтво, хореографія», «Мистецтвознавство»
Збірник поданий на порталі Національної бібліотеки України імені В. І. Вернадського в інформаційному ресурсі «Наукова періодика України», у реферативних базах «Україніка наукова» та «Джерело». Індексується в наукометричних базах «WorldCat», «Index Copernicus International», Directory of Open Access Journals (DOAJ), Directory of Open Access Scholarly Resources (ROAD) та в пошукових системах «Google Scholar», «BASE». ХДАК є представленим учасником PILA.

## Тематика
У науковому збірнику подано матеріали за результатами наукових досліджень проблем культурології та мистецтвознавства:
- актуальні питання культурології: теорія та історія культури; світова культура і міжнародні зв'язки; етнокультурологія та культурна антропологія; українська культура; музеєзнавство, прикладна культурологія, культурні практики;

- актуальні питання мистецтвознавства: теорія та історія мистецтва; музичне мистецтво; театральне мистецтво; кіномистецтво; телевізійне мистецтво; образотворче мистецтво; дизайн та інші, а також міждисциплінарні дослідження в суміжних областях[8].

## Редакційна колегія
Головний редактор ― Шейко В. М., Харківська державна академія культури, доктор історичних наук, професор, дійсний член Національної академії мистецтв України, заслужений діяч мистецтв України (Україна).
Заступник головного редактора — Гончар О. В., Гуманістично-природничий університет ім. Яна Длугоша в Ченстохові, професор, доктор педагогічних наук (Польща).
Відповідальний секретар — Воскобойнікова Ю. В., Харківська державна академія культури, доцент, доктор мистецтвознавства (Україна).
Редакційна колегія:
Басюл Е., Університет М. Коперника, професор факультету образотворчого мистецтва, доктор наук з мистецтва (Польща).
Бенч О., Католицький університет у Ружомберку, доктор філософії, доктор мистецтвознавства, професор (Словаччина).
Бертелсен О., Університет аеронавтики Ембрі-Ріддла, коледж безпеки та розвідки, професор кафедри міжнародної безпеки та розвідки, доктор історичних наук (США).
Благоєвич М., Інститут соціальних наук, доктор філософії (Сербія).
Божко Л. Д., Харківська державна академія культури, професор кафедри музейно-туристичної діяльності, доктор культурології (Україна).
Виткалов С. В., Рівненський державний гуманітарний університет, професор кафедри івент-індустрій, культурології та музеєзнавства, доктор культурології (Україна).
Кайм С., Лейпцизький університет, Інститут історії музики, доктор філософії, професор (Німеччина).
Кислюк К. В., Харківська державна академія культури, професор кафедри культурології та медіакомунікацій, доктор культурології (Україна).
Красівський О., Інститут європейської культури Познанського університету ім. Адама Міцкевича, доктор габілітований, професор (Польща).
Лошков Ю. І., Харківська державна академія культури, професор кафедри народних інструментів, доктор мистецтвознавства (Україна).
Макарик І., Оттавський університет, доктор філософії, професор (Канада).
Мачулін Л. І., Харківська державна академія культури, завідувач редакційно-видавничого відділу, кандидат філософських наук (Україна).
Миславський В. Н., Харківська державна академія культури, доцент, завідувач кафедри кінотелережисури і сценарної майстерності, доктор мистецтвознавства (Україна).
Познер В., Національний інститут історії мистецтв, провідний науковий співробітник лабораторії Теорії та історії мистецтв і літератури сучасності Національного центру наукових досліджень Франції, доктор історичних наук (Франція).
Польська І. І., Харківська державна академія культури, професор кафедри теорії та історії музики, доктор мистецтвознавства (Україна).
Хікс Д., Лондонський університет королеви Марії, кафедра сучасних мов і культур, професор (Велика Британія).
Хроми Я., Інститут управління готельним бізнесом, доктор філософії, доцент (Чехія).
Шаповалова Л. В., Національний університет мистецтв, завідувачка кафедри інтерпретології та аналізу музики, доктор мистецтвознавства, професор (Україна).